# أندريس كايسيدو
لويس أندريس كايسيدو إستيلا Luis Andrés Caicedo Estela ؛(ولدت في 29 سبتمبر 1951 -وتوفيت في 4 مارس 1977) كانت كاتبة كولومبي ولدت في كالي Cali، المدينة التي قضت فيها معظم حياتها. على الرغم من وفاتها المبكرة، تعتبر أعمالها بعض من أكثر الإبدعات المنتجة في كولومبيا.
قادت كايسيدو الحركات الثقافية المختلفة في المدينة مثل المجموعة الأدبية "Los Dialogantes" ، ونادي السينما كالي Cinema Club ومجلة "Ojo con el Cine" .؛
في عام 1970 فازت بالمحتوى الأدبي الأول من كراكاس مع عملها "Los dientes de caperucita" ؛( The Teeth of Little Red Riding Hood) الذي فتح لها أبواب الاعتراف الوطني .
عمل كايسيدو هو في سياق العالم الحضري ونزاعاته الاجتماعية، وخاصة تلك التي يواجهها الشباب. خلافا لمدرسة الواقعية السحرية، فإن عمل كايسيدو قائم تماما في الواقع الاجتماعي. وبالتالي، يولي بعض الباحثين أهمية لعملها كبديل في أمريكا اللاتينية لشخصيات بارزة مثل غابرييل غارسيا ماركيز Gabriel García Márquez، وخاصة من خلال بحث الصحفي التشيلي والكاتب والناقد السينمائي ألبرتو فوجيت Alberto Fuguet الذي دعا كايسيدو ب "The first enemy of Macondo". وعلى الرغم من الشهرة في كولومبيا،كايسيدو معروفة قليلا في أمريكا اللاتينية، ربما لوفاتها في وقت مبكر. ولكن عملها أصبح معروفا بفضل تأثير أعمالها في أجيال الكتاب الجدد مثل رافائيل Rafael Chaparro ؛ إفرايم مدينة رييس؛ مانويل جيرالدو Efraim Medina Reyes؛ و Manuel Giraldo,؛ أوكتافيو إسكوبار Octavio Escobar ؛وريكاردو عبد الله Ricardo Abdahllah.

## السيرة الذاتية
كانت أندرس كايسيدو الابنة الوحيدة الاصغر سنا من أشقائها الذكور والدها كارلوس البرتو كايسيدو ونيلي إستيلا. ولد شقيقها فرانسيسكو خوسيه في عام 1958، لكنه توفي بعد ثلاث سنوات. بحلول ذلك الوقت كانت أندرس تدرس في Colegio del Pilar، .
```
بسبب سلوكها السيئ في المدرسة في كالي، تم نقلها إلى Colegio Calasanz في Medellín في عام 1964 وكان في هذا العام انتهت من قصتها الأولى: "El Silencio" . ومع ذلك بسبب انظباطها الأكاديمي، تم نقلها مرة أخرى إلى كالي، وهذه المرة ل Colegio Berchmans، وهي مؤسسة من شأنها أن تؤثر على أعماله. من Colegio Berchmans طردت لتذهب إلى Colegio San Luis في عام 1966، طردت مرة أخرى، وأخيرا تتمكن من الانتهاء من دراستها الثانوية في Colegio Camacho Perea في عام 1968.
```

كما هو الحال مع شغفها للأدب، كايسيدو أحبت السينما والمسرح . في عام 1966، كتب أول مسرحية لها، "Las curiosas conciencias" وقصتها الأولى، "Infection". وبعد ذلك بعام، قامت بإخراج مسرحية "The Bald Soprano" ؛ وكتبت أيضا "The End of the Vacations"،
و "Welcoming the New Student"،و "The Sea"،و "The Imbeciles are also Witnesses" و "The Skin of the Other Hero". هذا العمل الأخير من شأنه أن يجعلها تفوز في مهرجان المسرح الأول للطلاب من قسم المسرح في جامعة فالي University of Valle. تخلت عن الجامعة في عام 1971 للانضمام إلى شركة مسرح كالي كممثلة، وهناك التقت بالمخرج الكولومبي الشهير إنريكي بوينافينتورا Enrique Buenaventura.

## أعمالها
وقد نشرت معظم أعمال كايسيدو بعد وفاتها، وذلك بفضل التزام بعض أصدقائها. وتشمل الأعمال القصص، والمسرح والسينما، والمقالات. كما نشرت بعض رسائلها الشخصية إلى والدتها وأخواتها وأصدقائها.

- El cuento de mi vida (2007). Bogotá: Norma.
- Noche sin fortuna / Antígona (2002). Bogotá: Norma.
- Ojo al cine (1999). Bogotá: Norma.
- Angelitos empantanados o historias para jovencitos / A propósito de Andrés Caicedo y su obra (1995). Bogotá: Norma.
- Recibiendo al nuevo alumno (1995). Cali: Editorial de la Facultad de Humanidades. Universidad del Valle.
- Destinitos fatales (1984). Bogotá: Oveja Negra.
- Berenice / El atravesado / Maternidad / El Tiempo de la ciénaga (1978). Cali: Editorial Andes.
- Calibanismo (1971)
- Patricialinda (1971)
- Antígona (1970)
- Berenice (1969)
- Lulita, ¿qué no quiere abrir la puerta? (1969)
- Felices amistades (1969)
- El espectador (1969)
- De arriba a abajo de izquierda a derecha (1969)
- Besacalles (1969)
- Vacíos (1969)
- Por eso yo regreso a mi ciudad (1969)
- Infección (1966)
- Los mensajeros (1969)
- Los dientes de Caperucita (1969)
- Infección (1966)
- El silencio (1964)

### روايات
- ¡Que viva la música! (1977)
- Noche sin fortuna (unfinished) (1976)
- La estatua del soldadito de plomo (unfinished) (1967)

### قصص
- Pronto (1976)
- En las garras del crimen (1975)
- Maternidad (1974)
- El pretendiente (1972)
- tiempo de la ciénaga (1972)
- El atravesado (1971)
- Destinitos fatales (1971)
- Calibanismo (1971)

### مسرح وسينما
- Un hombre bueno es difícil de encontrar (1972)
- El fin de las vacaciones (1967)
- Recibiendo al nuevo alumno (1967)
- El mar (1967)
- Los imbéciles también son testigos (1967)
- La piel del otro héroe (1967)
- Las curiosas conciencias (1966)